# Sebők Margit
Sebők Margit (Karcag, 1939. december 9. – Budapest, 2000. október 18.) festőművész.

## Életútja
1961-ben szerezte diplomáját az egri Pedagógiai Főiskolán. 1961-től Szajolon, Újszászon, majd Szolnokon tanított, 1988-tól a Vasarely Múzeum grafikai műhelyének volt munkatársa. Férje Pogány József (1938-2001) képzőművész volt.

## Egyéni kiállítások
- 1977 • Martfű
- 1978 • Karcag • Budapest
- 1981, 1984, 1985 • Szolnok
- 1986 • Püspökladány
- 1987 • Lengyelország
- 1991 • Párizs
- 1992 • Szolnok